# Mark ’Oh/Diskografie
Diese Diskografie ist eine Übersicht über die musikalischen Werke des deutschen Dance-DJs Mark ’Oh und seiner Pseudonyme wie Mandy & Randy & Digital Rockers. Seine erfolgreichste Veröffentlichung ist die Single Tears Don’t Lie mit über 520.000 verkauften Einheiten.

## Alben

### Studioalben
| Jahr | Titel                             | Höchstplatzierung, Gesamtwochen, AuszeichnungChartplatzierungen (Jahr, Titel, Platzierungen, Wochen, Auszeichnungen, Anmerkungen) | Höchstplatzierung, Gesamtwochen, AuszeichnungChartplatzierungen (Jahr, Titel, Platzierungen, Wochen, Auszeichnungen, Anmerkungen) | Höchstplatzierung, Gesamtwochen, AuszeichnungChartplatzierungen (Jahr, Titel, Platzierungen, Wochen, Auszeichnungen, Anmerkungen) | Höchstplatzierung, Gesamtwochen, AuszeichnungChartplatzierungen (Jahr, Titel, Platzierungen, Wochen, Auszeichnungen, Anmerkungen) | Anmerkungen                                              |
| Jahr | Titel                             | DE | AT | CH | UK | Anmerkungen                                              |
| ---- | --------------------------------- | --- | --- | --- | --- | -------------------------------------------------------- |
| 1995 | Never Stop That Feeling           | DE2 Gold · (22 Wo.)DE | AT6 (14 Wo.)AT | CH4 Gold · (14 Wo.)CH | — | Erstveröffentlichung: 2. Januar 1995 Verkäufe: + 275.000 |
| 1997 | Magic Power                       | DE45 (3 Wo.)DE | — | — | — | Erstveröffentlichung: 6. Januar 1997                     |
| 1999 | Rebirth                           | DE33 (5 Wo.)DE | — | — | — | Erstveröffentlichung: 4. Oktober 1999                    |
| 2003 | Mark ’Oh                          | DE10 (7 Wo.)DE | AT25 (4 Wo.)AT | — | — | Erstveröffentlichung: 6. Januar 2003                     |
| 2003 | Together Forever                  | DE25 (6 Wo.)DE | AT28 (5 Wo.)AT | — | — | Erstveröffentlichung: 25. Mai 2003 als Mandy & Randy     |
| 2004 | More Than Words                   | DE44 (1 Wo.)DE | — | — | — | Erstveröffentlichung: 15. Februar 2004                   |
| 2004 | Love for Eternity                 | — | — | — | — | Erstveröffentlichung: 1. März 2004                       |
| 2009 | The Past, The Present, The Future | — | — | — | — | Erstveröffentlichung: 20. November 2009                  |

### Kompilationen
| Jahr | Titel                                                   | Höchstplatzierung, Gesamtwochen, AuszeichnungChartplatzierungen (Jahr, Titel, Platzierungen, Wochen, Auszeichnungen, Anmerkungen) | Höchstplatzierung, Gesamtwochen, AuszeichnungChartplatzierungen (Jahr, Titel, Platzierungen, Wochen, Auszeichnungen, Anmerkungen) | Höchstplatzierung, Gesamtwochen, AuszeichnungChartplatzierungen (Jahr, Titel, Platzierungen, Wochen, Auszeichnungen, Anmerkungen) | Höchstplatzierung, Gesamtwochen, AuszeichnungChartplatzierungen (Jahr, Titel, Platzierungen, Wochen, Auszeichnungen, Anmerkungen) | Anmerkungen                             |
| Jahr | Titel                                                   | DE | AT | CH | UK | Anmerkungen                             |
| ---- | ------------------------------------------------------- | --- | --- | --- | --- | --------------------------------------- |
| 2001 | The Best of Mark’Oh – Never Stopped Livin’ That Feeling | DE49 (1 Wo.)DE | — | — | — | Erstveröffentlichung: 12. November 2001 |

Weitere Kompilationen
- 2009: United – The Essential Mark ’Oh
- 2017: 90s Charthits

### EPs
- 2002: Mandy

### Remixalben
- 1995: Rave #01

## Singles
| Jahr | Titel Album                                                                           | Höchstplatzierung, Gesamtwochen, AuszeichnungChartplatzierungen (Jahr, Titel, Album, Platzierungen, Wochen, Auszeichnungen, Anmerkungen, Neuinterpretation von:) | Höchstplatzierung, Gesamtwochen, AuszeichnungChartplatzierungen (Jahr, Titel, Album, Platzierungen, Wochen, Auszeichnungen, Anmerkungen, Neuinterpretation von:) | Höchstplatzierung, Gesamtwochen, AuszeichnungChartplatzierungen (Jahr, Titel, Album, Platzierungen, Wochen, Auszeichnungen, Anmerkungen, Neuinterpretation von:) | Höchstplatzierung, Gesamtwochen, AuszeichnungChartplatzierungen (Jahr, Titel, Album, Platzierungen, Wochen, Auszeichnungen, Anmerkungen, Neuinterpretation von:) | Anmerkungen                                                                  | Neuinterpretation von:                                                         |
| Jahr | Titel Album                                                                           | DE | AT | CH | UK | Anmerkungen                                                                  | Neuinterpretation von:                                                         |
| ---- | ------------------------------------------------------------------------------------- | --- | --- | --- | --- | ---------------------------------------------------------------------------- | ------------------------------------------------------------------------------ |
| 1994 | Randy (Never Stop that Feeling) Never Stop that Feeling                               | DE25 (21 Wo.)DE | — | — | — | Erstveröffentlichung: 23. Januar 1994                                        |                                                                                |
| 1994 | Love Song Never Stop that Feeling                                                     | DE5 Gold · (31 Wo.)DE | — | CH8 (25 Wo.)CH | — | Erstveröffentlichung: 11. Juli 1994 Verkäufe: + 250.000                      |                                                                                |
| 1994 | Tears Don’t Lie Never Stop that Feeling                                               | DE1 Platin · (22 Wo.)DE | AT3 Gold · (16 Wo.)AT | CH3 (19 Wo.)CH | UK24 (3 Wo.)UK | Erstveröffentlichung: 21. November 1994 Verkäufe: + 525.000                  | Daniel Sentacruz Ensemble – Soleado (1974)                                     |
| 1995 | Droste, hörst du mich? Just the Best Vol.4 (Sampler)                                  | DE2 (15 Wo.)DE | AT14 (8 Wo.)AT | CH8 (12 Wo.)CH | — | Erstveröffentlichung: 17. April 1995                                         |                                                                                |
| 1995 | I Can’t Get No (Wahaha) Magic Power                                                   | DE18 (13 Wo.)DE | — | CH43 (3 Wo.)CH | — | Erstveröffentlichung: 25. September 1995                                     |                                                                                |
| 1996 | Tell Me Just the Best Vol.7 (Sampler)                                                 | DE28 (10 Wo.)DE | — | CH41 (1 Wo.)CH | — | Erstveröffentlichung: 18. Februar 1996                                       |                                                                                |
| 1996 | Fade to Grey Magic Power                                                              | DE11 (9 Wo.)DE | AT24 (7 Wo.)AT | CH15 (4 Wo.)CH | — | Erstveröffentlichung: 12. August 1996                                        | Visage – Fade to Grey (1980)                                                   |
| 1996 | The Right Way Magic Power                                                             | DE34 (10 Wo.)DE | — | — | — | Erstveröffentlichung: 11. November 1996                                      |                                                                                |
| 1998 | The Team on Tour Bravo Hits 22 (Sampler)                                              | DE54 (5 Wo.)DE | — | — | — | Erstveröffentlichung: 13. Juli 1998 feat. Cécile                             |                                                                                |
| 1999 | The Sparrows and the Nightingales Rebirth                                             | DE14 (14 Wo.)DE | — | — | — | Erstveröffentlichung: 10. Mai 1999 vs. John Davies                           | Wolfsheim – The Sparrows and the Nightingales (1991)                           |
| 1999 | Your Love Rebirth                                                                     | DE25 (9 Wo.)DE | — | — | — | Erstveröffentlichung: 6. September 1999 vs. John Davies                      |                                                                                |
| 1999 | Rebirth                                                                               | DE86 (1 Wo.)DE | — | — | — | Erstveröffentlichung: 29. November 1999 vs. John Davies                      |                                                                                |
| 2000 | Love Is the Answer Viva Club Rotation, Vol. 9 (Sampler)                               | DE51 (5 Wo.)DE | — | CH88 (3 Wo.)CH | — | Erstveröffentlichung: 10. Januar 2000 pres. Daisy Dee                        |                                                                                |
| 2000 | Waves On This Tour Forever (Mesh)                                                     | DE83 (1 Wo.)DE | — | — | — | Erstveröffentlichung: 27. November 2000 mit Mesh                             |                                                                                |
| 2001 | Never Stop That Feeling 2001 The Best of Mark ’Oh – Never Stopped Livin’ that Feeling | DE11 (12 Wo.)DE | AT20 (14 Wo.)AT | CH97 (1 Wo.)CH | UK83 (1 Wo.)UK | Erstveröffentlichung: 21. Oktober 2001                                       | Mark ’Oh – Randy (Never Stop that Feeling) (1994)                              |
| 2002 | Tears Don’t Lie 2002 The Best of Mark ’Oh – Never Stopped Livin’ that Feeling         | DE35 (7 Wo.)DE | AT36 (5 Wo.)AT | — | — | Erstveröffentlichung: 7. Januar 2002                                         | Daniel Sentacruz Ensemble – Soleado (1974) / Mark ’Oh – Tears Don’t Lie (1994) |
| 2002 | Let This Party Never End Mark ’Oh                                                     | DE6 (19 Wo.)DE | AT9 (22 Wo.)AT | CH94 (3 Wo.)CH | — | Erstveröffentlichung: 23. Juni 2002                                          |                                                                                |
| 2002 | Because I Love You Mark ’Oh                                                           | DE7 (13 Wo.)DE | AT9 (17 Wo.)AT | CH97 (1 Wo.)CH | — | Erstveröffentlichung: 15. August 2002 Mark ’Oh meets Digital Rockers         | Stevie B – Because I Love You (1990)                                           |
| 2002 | Mandy Together Forever                                                                | DE9 (14 Wo.)DE | AT11 (18 Wo.)AT | — | — | Erstveröffentlichung: 13. Oktober 2002 als Mandy & Randy                     | Scott English – Brandy (1971)                                                  |
| 2002 | When the Children Cry Mark ’Oh                                                        | DE17 (9 Wo.)DE | AT26 (12 Wo.)AT | — | — | Erstveröffentlichung: 17. November 2002                                      | White Lion – When the Children Cry (1987)                                      |
| 2003 | I Believe Trance 80’s Vol. 05 (Sampler)                                               | DE41 (7 Wo.)DE | — | — | — | Erstveröffentlichung: 17. März 2003 als Digital Rockers                      |                                                                                |
| 2003 | Nothing’s Gonna Stop Us Now Together Forever                                          | DE7 (11 Wo.)DE | AT8 (13 Wo.)AT | — | — | Erstveröffentlichung: 20. April 2003 als Mandy & Randy                       | Starship – Nothing’s Gonna Stop Us Now (1987)                                  |
| 2003 | Love Song –                                                                           | DE79 (1 Wo.)DE | — | — | — | Erstveröffentlichung: 30. Juni 2003 DJ Cosmo meets Digital Rockers           | Mark ’Oh – Love Song (1994)                                                    |
| 2003 | Stuck on You More than Words                                                          | DE10 (10 Wo.)DE | AT12 (12 Wo.)AT | — | — | Erstveröffentlichung: 13. Juli 2003                                          | Lionel Richie – Stuck on You (1983)                                            |
| 2003 | Jump Together Forever                                                                 | DE64 (6 Wo.)DE | AT56 (3 Wo.)AT | — | — | Erstveröffentlichung: 23. November 2003 als Mandy & Randy feat. Skedee Wedee | Die Doraus & die Marinas – Fred vom Jupiter (1982)                             |
| 2004 | Words More than Words                                                                 | DE14 (9 Wo.)DE | AT17 (11 Wo.)AT | — | — | Erstveröffentlichung: 17. November 2004 feat. Tjerk                          | DJ Dave Davis – Transfiguration (1995) / Paffendorf – Where Are You? (2000)    |
| 2005 | B-b-baby (Kiss Me and Repeat) Together Forever                                        | DE31 (7 Wo.)DE | AT65 (3 Wo.)AT | — | — | Erstveröffentlichung: 14. August 2005 als Mandy & Randy                      | The Black Eyed Peas – Where Is the Love? (2003)                                |
| 2006 | Let It Out (Shout, Shout, Shout) Pole Position (Sampler)                              | DE63 (6 Wo.)DE | — | — | — | Erstveröffentlichung: 27. Oktober 2006                                       | The Police – Every Breath You Take (1983) / Tears for Fears – Shout (1985)     |
| 2009 | United The Past, the Present, the Future                                              | DE48 (6 Wo.)DE | AT32 (6 Wo.)AT | — | — | Erstveröffentlichung: 24. Juli 2009                                          | Prince Ital Joe feat. Marky Mark – United (1994)                               |
| 2009 | Scatman The Past, the Present, the Future                                             | DE88 (3 Wo.)DE | AT53 (1 Wo.)AT | — | — | Erstveröffentlichung: 6. November 2009 feat. Scatman John                    | Scatman John – Scatman (Ski-Ba-Bop-Ba-Dop-Bop) (1994)                          |

Weitere Singles
- 1996: The Right Way Remix
- 2000: The Damned Don’t Cry (Mark ’Oh introducing Flash)
- 2008: I Don’t Like Mondays
- 2011: Party to the Rooftop
- 2018: Someone To Love

## Produktionen
- 1995: Die Schlümpfe – Schlumpfenland
- 1998: Plastic Voice – Welcome to the Jungle
- 1999: Bruce & Bongo feat. Tony T. – Geil
- 2000: Daisy Dee – Open Sesame
- 2000: John Davies – I Promised Myself

Darüber hinaus schreibt und produziert er die meisten seiner Lieder selbst. Die folgende Tabelle beinhaltet Charterfolge Mark ’Ohs als Produzent, an denen er nicht als Interpret beteiligt war.
| Jahr | Titel Interpretation          | Höchstplatzierung, Gesamtwochen, AuszeichnungChartplatzierungen (Jahr, Titel, Interpretation, Platzierungen, Wochen, Auszeichnungen, Anmerkungen) | Höchstplatzierung, Gesamtwochen, AuszeichnungChartplatzierungen (Jahr, Titel, Interpretation, Platzierungen, Wochen, Auszeichnungen, Anmerkungen) | Höchstplatzierung, Gesamtwochen, AuszeichnungChartplatzierungen (Jahr, Titel, Interpretation, Platzierungen, Wochen, Auszeichnungen, Anmerkungen) | Höchstplatzierung, Gesamtwochen, AuszeichnungChartplatzierungen (Jahr, Titel, Interpretation, Platzierungen, Wochen, Auszeichnungen, Anmerkungen) | Anmerkungen                          |
| Jahr | Titel Interpretation          | DE | AT | CH | UK | Anmerkungen                          |
| ---- | ----------------------------- | --- | --- | --- | --- | ------------------------------------ |
| 2000 | I Promised Myself John Davies | DE46 (7 Wo.)DE | — | CH49 (4 Wo.)CH | — | Erstveröffentlichung: 24. April 2000 |

## Statistik

### Chartauswertung
Die folgende Aufstellung beinhaltet eine Übersicht über die Charterfolge Mark ’Ohs in den Album- und Singlecharts. Zu beachten ist, dass bei den Singles nur Interpretationen und keine reinen Produktionen von Mark ’Oh berücksichtigt werden.
|                     | DE    | AT    | CH    | UK    |
| ------------------- | ----- | ----- | ----- | ----- |
| Nummer-eins-Alben   | DE—DE | AT—AT | CH—CH | UK—UK |
| Top-10-Alben        | DE2DE | AT1AT | CH1CH | UK—UK |
| Alben in den Charts | DE7DE | AT3AT | CH1CH | UK—UK |

|                       | DE     | AT     | CH     | UK    |
| --------------------- | ------ | ------ | ------ | ----- |
| Nummer-eins-Singles   | DE1DE  | AT—AT  | CH—CH  | UK—UK |
| Top-10-Singles        | DE8DE  | AT4AT  | CH3CH  | UK—UK |
| Singles in den Charts | DE30DE | AT16AT | CH10CH | UK2UK |

### Auszeichnungen für Musikverkäufe
Anmerkung: Auszeichnungen in Ländern aus den Charttabellen bzw. Chartboxen sind in ebendiesen zu finden.
| Land/RegionAuszeichnungen für Musikverkäufe (Land/Region, Auszeichnungen, Verkäufe, Quellen) | Gold     | Platin  | Verkäufe  | Quellen           |
| -------------------------------------------------------------------------------------------- | -------- | ------- | --------- | ----------------- |
| Deutschland (BVMI)                                                                           | 2× Gold2 | Platin1 | 1.000.000 | musikindustrie.de |
| Österreich (IFPI)                                                                            | Gold1    | —       | 25.000    | ifpi.at           |
| Schweiz (IFPI)                                                                               | Gold1    | —       | 25.000    | hitparade.ch      |
| Insgesamt                                                                                    | 4× Gold4 | Platin1 |           |                   |